# Ecuación de Kadomtsev-Petviashvili

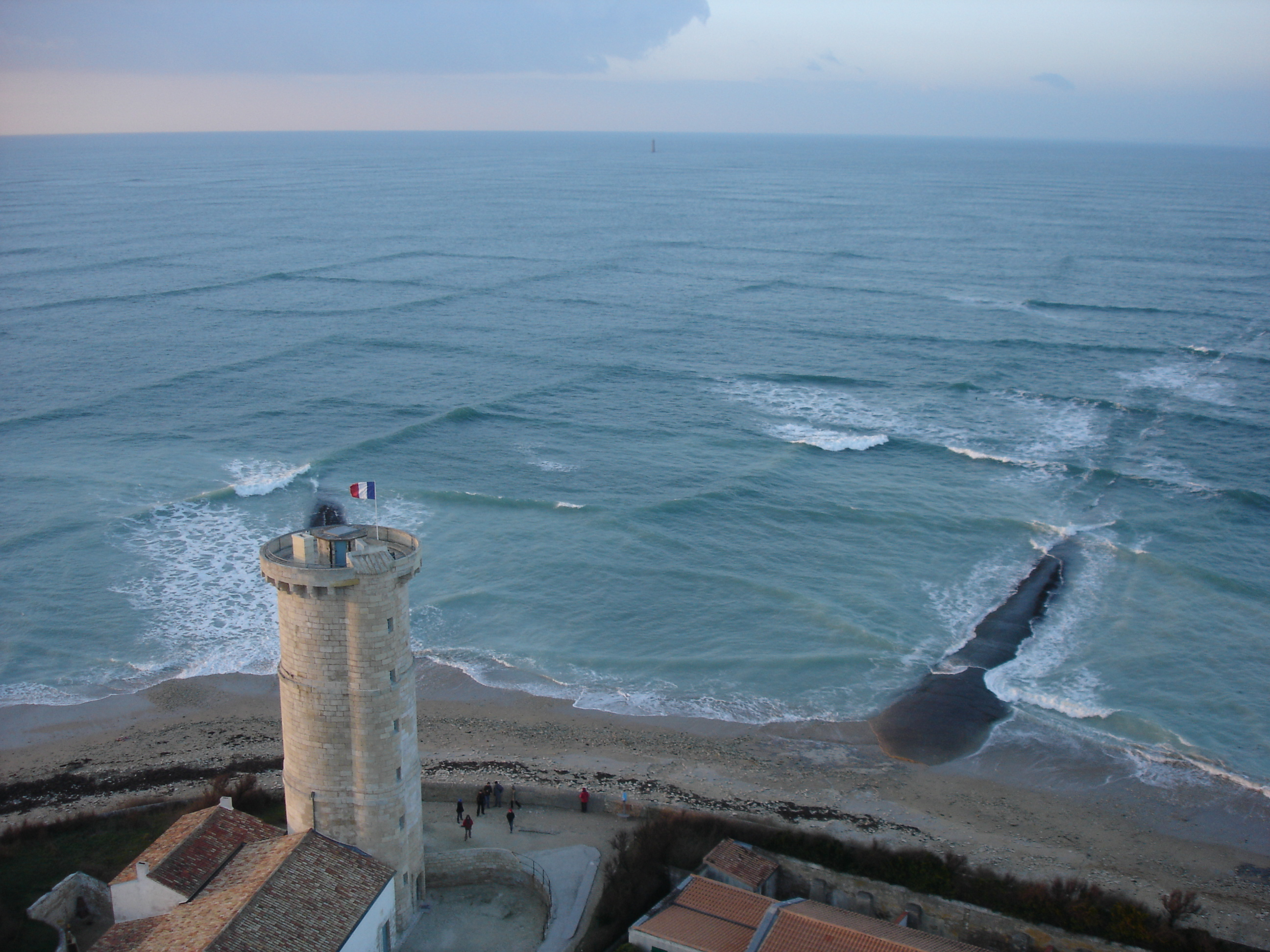
Cruce de oleaje, formado por trenes de olas casi cnoidales. Foto tomada desde Phares des Baleines (Whale Lighthouse) en el punto occidental de Île de Ré (Isla de Rhé), Francia, en el Océano Atlántico. La interacción de tales casi solitones en aguas poco profundas puede modelarse a través de la ecuación de Kadomtsev-Petviashvili

En matemáticas y física, la ecuación de Kadomtsev-Petviashvili, también conocida como ecuación de KP, llamada así ya que Boris Borisovich Kadomtsev y Vladimir Iosifovich Petviashvili fueron los primeros en formularla, es una ecuación diferencial parcial para describir el movimiento de onda no lineal. La ecuación KP se escribe normalmente como:
{\displaystyle \displaystyle \partial _{x}(\partial _{t}u+u\partial _{x}u+\epsilon ^{2}\partial _{xxx}u)+\lambda \partial _{yy}u=0}   donde {\displaystyle \lambda =\pm 1}.
La forma anterior muestra que la «ecuación KP» es una generalización a dos dimensiones espaciales, x e y, de la  ecuación unidimensional de Korteweg-de Vries (KdV). Para que sea físicamente significativa, la dirección de propagación de la onda no debe estar demasiado alejada de la dirección x, es decir, con variaciones lentas de las soluciones en la dirección y.
Al igual que la «ecuación KdV», la «ecuación KP» es completamente integrable. También puede resolverse utilizando la transformación de dispersión inversa de forma muy parecida a la  ecuación no lineal de Schrödinger.

## Historia

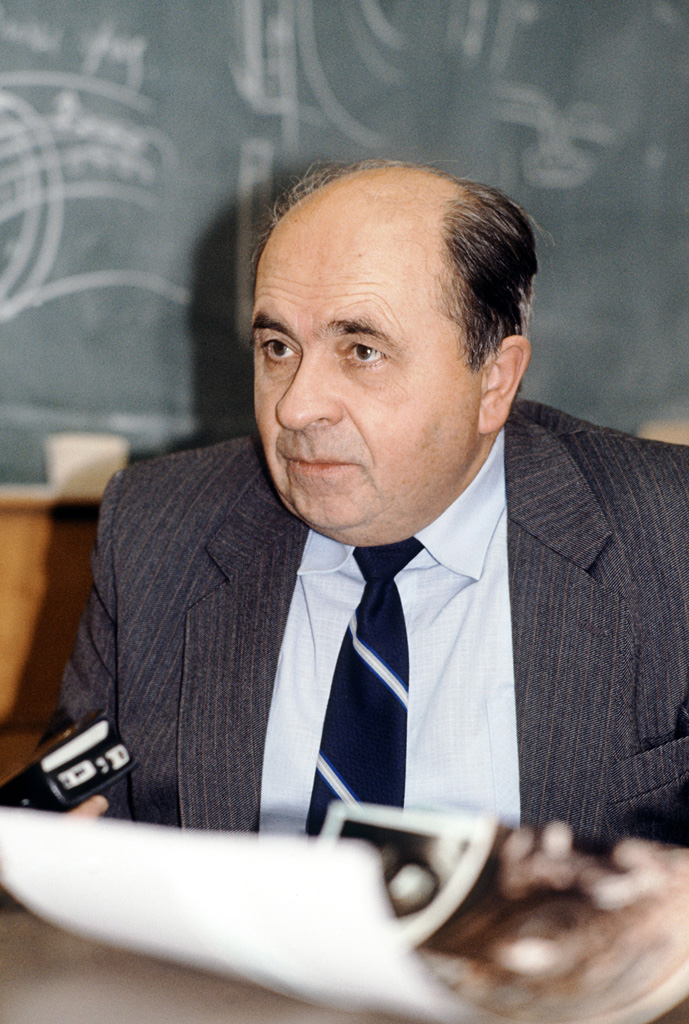
Boris Kadomtsev.

La «ecuación del KP» fue escrita por primera vez en 1970 por los físicos soviéticos Boris B. Kadomtsev (1928-1998) y Vladimir I. Petviashvili (1936-1993); surgió como una generalización natural de la «ecuación del PKV» (derivada por Korteweg y De Vries en 1895). Mientras que en la Ecuación de Korteweg-de Vries las ondas son estrictamente unidimensionales, en la ecuación de KP esta restricción se relaja. Aun así, tanto en la «ecuación de KdV» como en la de KP, las ondas tienen que viajar en la dirección x positiva.

## Conexión a la física
La «ecuación KP» puede utilizarse para modelar ondas de agua de longitud de onda larga con fuerzas de restauración suaves no lineales y dispersión de frecuencia. Si la tensión superficial es débil comparada con las fuerzas gravitacionales, se usa {\displaystyle \lambda =+1}; si la tensión superficial es fuerte, entonces {\displaystyle \lambda =-1}. Debido a la asimetría en la forma en que los términos x e y entran en la ecuación, las ondas descritas por la «ecuación KP» se comportan de manera diferente en la dirección de propagación (dirección x) y transversal (dirección y); las oscilaciones en la dirección y tienden a ser más suaves.
La «ecuación KP» también puede utilizarse para modelar ondas en medios  ferromagnéticos, así como pulsos bidimensionales de ondas de materia en Condensado de Bose-Einstein.

## Límites del comportamiento
Para {\displaystyle \epsilon \ll 1}, las oscilaciones típicas dependientes de x tienen una longitud de onda de {\displaystyle O(1/\epsilon )} dando un régimen límite singular cuando {\displaystyle \epsilon \rightarrow 0}. Se llama límite sin  dispersión. 
Si también asumimos que las soluciones son independientes de y, como {\displaystyle \epsilon \rightarrow 0}, entonces también satisfacen la ecuación de Burger:
{\displaystyle \displaystyle \partial _{t}u+u\partial _{x}u=0.}
Supongamos que la amplitud de las oscilaciones de una solución es pequeña asintóticamente  — {\displaystyle O(\epsilon )} — en el límite sin dispersión. Entonces la amplitud satisface una ecuación de campo medio del tipo  Davey-Stewartson.